# Edechthistatus
Edechthistatus – rodzaj chrząszczy z rodziny kózkowatych i podrodziny zgrzypikowych.

## Zasięg występowania
Przedstawiciele tego rodzaju występują w południowym Meksyku oraz Hondurasie.

## Systematyka
Do Edechthistatus należą 2 gatunki:
- Edechthistatus cobosi
- Edechthistatus hawksi